# Astris (moteur-fusée)
L'Astris était un moteur-fusée à ergols liquides hypergoliques utilisant le couple peroxyde d'azote et Aérozine 50. Il était utilisé sur le troisième étage d'Europa, le premier projet de lanceur spatial européen.

## Historique

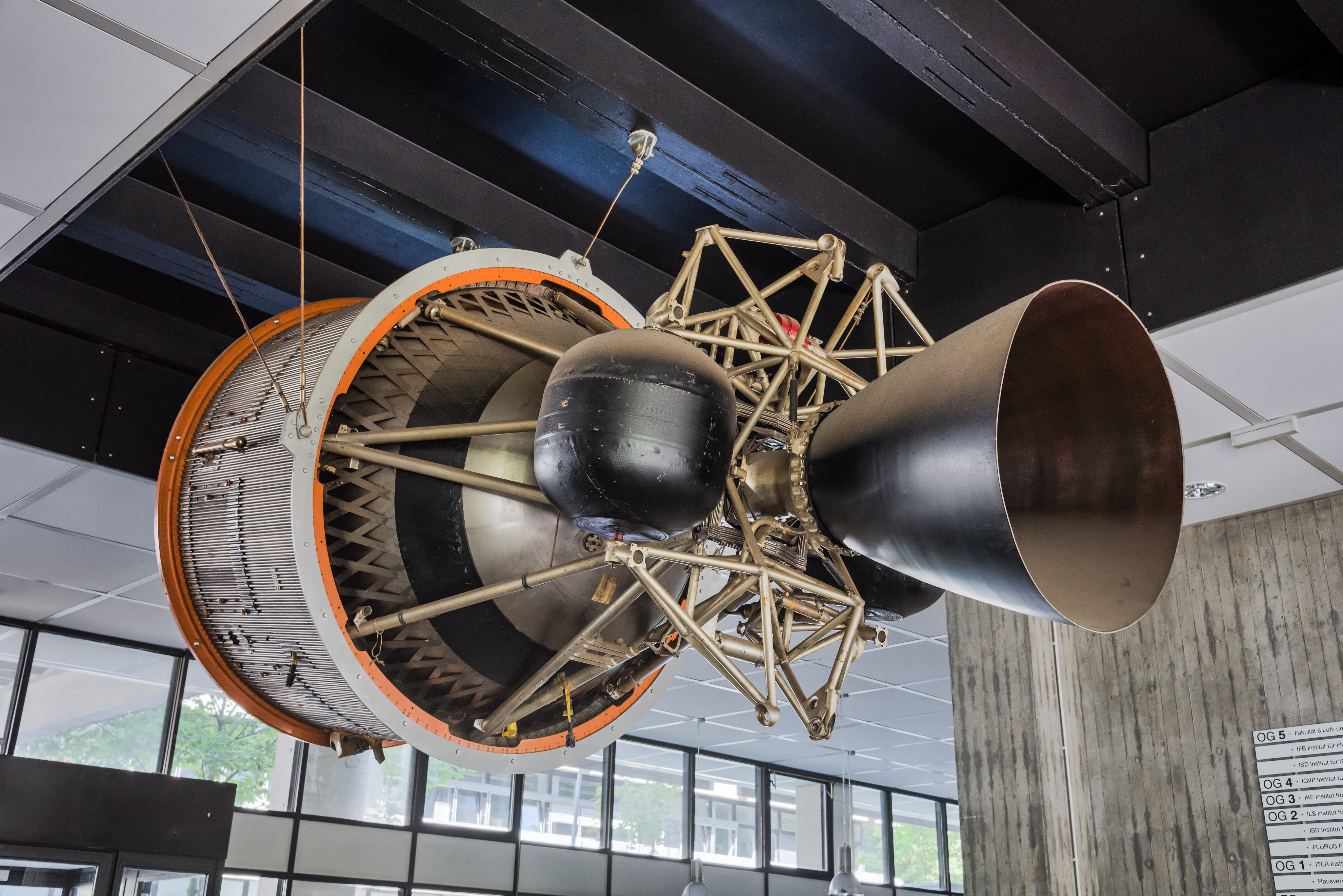
Étage Astris d'une fusée Europa, conservé à l'université de Stuttgart.

Le moteur Astris est développé dans les années 1960 en Allemagne pour équiper le troisième étage, également dénommé Astris, du lanceur européen Europa.
Les cinq premiers lancements d'Europa entre 1964 et 1966 ne comportent que le premier étage Blue Streak, et sont tous des succès. En août puis décembre 1967 est ajouté le second étage Coralie, fourni par la France, et une maquette du troisième étage. Coralie échoue à s'allumer lors de ces deux tentatives.
Le premier tir d'une fusée Europa avec un troisième étage actif a lieu le 29 novembre 1968, puis un second le 31 juillet 1969. Le moteur Astris cause cependant l'échec de ces deux lancements en s'éteignant prématurément. Au tir suivant, le 12 juin 1970, les trois étages fonctionnent correctement, mais la coiffe ne parvient pas à se séparer, causant de nouveau l'échec de la mission.
Après une unique tentative échouée de lancement d'une seconde version d'Europa, le projet, et avec lui le moteur et l'étage Astris, est abandonné sans avoir réussi aucune satellisation.